# Ямамура, Рё
Рё Ямамура (яп. 山村亮, родился 9 августа 1981 в Саге) — японский регбист, играющий на позиции пропа за клуб «Ямаха Юбило» и сборную Японии. С апреля 2008 года капитан клуба. В прошлом увлекался сумо, но сделал выбор в пользу регби.